# Albatrellus cantharellus
Albatrellus cantharellus är en svampart som först beskrevs av Lloyd, och fick sitt nu gällande namn av Zdeněk Pouzar 1972. Albatrellus cantharellus ingår i släktet Albatrellus och familjen Albatrellaceae.   Inga underarter finns listade i Catalogue of Life.